# Congresso Mondiale di Filosofia
Il Congresso Mondiale di Filosofia (in inglese: World Congress of Philosophy), inizialmente noto come Congresso Internazionale di Filosofia (International Congress of Philosophy), è un incontro globale di filosofi che ha luogo ogni cinque anni sotto gli auspici della Federazione Internazionale delle Società Filosofiche (FISP). Il primo congresso si tenne nel 1900, ma tali eventi si affermarono solo dopo la Seconda guerra mondiale. 
Ogni congresso mondiale è organizzato dalla società filosofica del Paese ospitante. Lo scopo di questi eventi è contribuire allo sviluppo delle relazioni professionali tra filosofi di tutti i paesi, promuovere l'educazione filosofica e contribuire all'impatto della conoscenza filosofica sui problemi globali. 
Il 24º Congresso Mondiale di Filosofia si è tenuto a Pechino nell'agosto 2018. Il 25º Congresso Mondiale di Filosofia si svolgerà a Roma nel 2024. Lo scopo di questi eventi è contribuire allo sviluppo delle relazioni professionali tra filosofi di tutti i paesi, promuovere l'educazione filosofica e contribuire all'impatto della conoscenza filosofica sui problemi globali. Il 24º Congresso Mondiale di Filosofia si è tenuto a Pechino nell'agosto 2018. Il 25º Congresso Mondiale di Filosofia si svolge a Roma nel 2024.
Le lingue ufficiali del XX congresso sono state sette: inglese, russo, cinese, spagnolo, coreano, francese e tedesco.  Tutti i documenti sono stati redatti in queste lingue. A partire da questo congresso gli atti sono stati pubblicati dal Philosophy Documentation Center. Gli atti del XX Congresso sono stati pubblicati anche in un supplemento del Journal of Philosophical Research.

## Storia
Il primo congresso si tenne nel 1900 a Parigi, in occasione dell'Esposizione Universale. Tra i partecipanti vi furono: Henri Bergson, Maurice Blondel, Moritz Cantor, Louis Couturat, Henri Poincaré, Giuseppe Peano e Bertrand Russell. Il secondo congresso internazionale ebbe luogo a Ginevra nel 1904; il terzo fu a Heidelberg nel 1908 (con la partecipazione di Josiah Royce, Wilhelm Windelband e Benedetto Croce). Dopo il IV Congresso Internazionale di Bologna del 1911, lo scoppio della Prima Guerra Mondiale interruppe il susseguirsi di questi eventi.
Nel 1924 si tenne un nuovo congresso a Napoli, seguito nel '26 da quello di Cambridge (negli USA), Oxford nel 1930, Praga nel 1934 e Parigi nel 1937.  Il successivo congresso si celebrò nel '48, data a partire dalla quale si tenero ogni cinque anni sotto il patrocinio della FISP.